# Fernand Desonay
Fernand Desonay (* 28. November 1899 in Stembert, Verviers; † 9. Dezember 1973 in Lavacherie, Sainte-Ode) war ein belgischer Romanist und Schriftsteller.

## Leben und Werk
Desonay promovierte 1922 in Löwen über Le rêve hellénique chez les poètes parnassiens (Paris/Löwen 1928, Genf 1974) und ging nach Florenz und Rom. Ab 1929 lehrte er an der Universität Lüttich, von 1936 bis 1960 als ordentlicher Professor (von 1940 bis 1944 von den Deutschen an der Lehre gehindert). Ab 1950 war er Mitglied der Académie royale de langue et de littérature françaises de Belgique, wo er 1955 den befreundeten Jean Cocteau begrüßte. Desonay wurde nahe seinem Landhaus in der Ourthe ertrunken aufgefunden.

Desonay war Ehrendoktor der Universitäten Montpellier (1955) und Bordeaux (1962).

## Weitere Werke

### Romanistik
- (Hrsg. mit Pierre Champion [1880–1942]) Antoine de la Sale, Le petit Jehan de Saintré,  Paris 1926
- Le Petit Jehan de Saintré, Paris 1928
- La philologie en Belgique. Philologie romane, in: Histoire de la Belgique contemporaine, 1830–1914, Bd. 3,  Brüssel 1931, S. 206–219
- Villon, Lüttich 1933,  Paris 1947
- (Hrsg.) Oeuvres complètes d'Antoine de la Sale, 2 Bde., Lüttich/Paris 1935, 1941
- (Vorwort) Maurice Grevisse, Le bon usage,  Gembloux 1936
- Les ducs de Bourgogne, Lüttich 1938
- Les littératures étrangères du XXe siècle. I. Le roman et le théâtre. Essai, Paris-Tournai 1938
- Antoine de la Sale. Aventureux et pédagogue. Essai de biographie critique, Lüttich/Paris 1940
- Le Grand Meaulnes d'Alain-Fournier. Essai de commentaire psychologique et littéraire, Brüssel 1941, Paris 1963
- Les littératures étrangères du XXe siècle. II. La poésie et l'essai. Essai, Paris-Tournai 1944
- Le roman français d'aujourd'hui. Essai, Paris-Tournai 1944
- Dépaysements. Notes de critiques et impressions. Essai, Liège 1944
- L'art d'écrire une lettre. Guide, Paris/Brüssel 1945
- Exercices pratiques sur l'art d'écrire une lettre. Guide, Paris-Brüssel 1946
- La vivante histoire du français. Essai, Paris/Brüssel 1946
- Le rapport. Comment l'élaborer. Comment le rédiger. Guide, Paris/Brüssel 1949
- (Hrsg.) Joachim du Bellay, La défense et Illustration de la langue françoyse, Genf/Lille 1950
- Ronsard. Poète de l'amour, 3 Bde., Brüssel 1952-1954-1959
- L'âme wallonne. Essai, Charleroi 1976

### Allgemein
- Fascisme anno X, Löwen 1932
- Léopold II, ce géant. Récit, Paris/Tournai 1936
- Kadou. Récit [Novelle], Paris/Tournai 1937
- Images et visages de Meuse, Paris-Tournai 1938
- Ange. Roman, Brüssel 1942
- Dans le maquis (6 juin-12 septembre 1944). Souvenirs, Bruxelles 1945
- Maquis des Ardennes et de chez nous, Brüssel 1946
- Air de Venise. Voyage, Brüssel 1962
- Air de Virginie. Voyage, Brüssel 1965